# Cheo Hodari Coker
Pour les articles homonymes, voir Coker.
Cheo Hodari Coker, né le 12 décembre 1972, est un ancien journaliste musical américain devenu auteur pour la télévision, connu notamment pour être le showrunner de la série Luke Cage, et avoir écrit des épisodes pour NCIS: Los Angeles, Southland et Ray Donovan. Coker a également coécrit le scénario du biopic Notorious de 2009, sur la vie et la mort de The Notorious B.I.G.,,,,,.

## Filmographie

### Télévision
- 2011 : Southland (auteur, coproducteur)
- 2012–2013 : NCIS: Los Angeles (auteur, coproducteur)
- 2013–2014 : Almost Human (auteur, coproducteur)
- 2014 : Ray Donovan (auteur, coproducteur)
- 2016–2018 : Luke Cage (auteur, coproducteur, showrunner)

### Cinéma
- 2009 : Notorious (coscénariste)
- 2016 : Lowriders (coscénariste)
- 2018 : Creed 2 (coscénariste)